# Støleætta
Støleætta fue una dinastía muy influyente, un clan familiar de Etne (Sunnhordland), Noruega cuyo origen se remonta a la Era vikinga. 
Durante el reinado de Olaf I de Noruega cuando el clan se llamaba Stormannsætta de Støle, era un apoyo muy importante para la corona; Snorri Sturluson en Heimskringla cita al caudillo Bjørn de Studla en primera línea de combate durante la batalla de Svolder. Bjørn era hijo del caudillo Ølve Stole  (c. 960) y su hermano Erlend Ølvesson (n. 985), fue lendermann de Gjerde. Erlend y su hijo Svend Erlandsson (n. 1010) aparecen durante el reinado de Olaf II el Santo, ambos murieron en la batalla de Stiklestad. Svend fue padre de Svend Svensson (n. 1030) que a su vez fue padre de Ogmund (n. 1065) y Krypinge-Orm Svensson, este último padre de Erling Skakke que durante las Guerras Civiles Noruegas apostó por Inge I de Noruega y a su muerte impuso a su propio hijo Magnúss como rey, quien gobernaría como Magnus V de Noruega. Hasta la batalla de Fimreite en 1184, los Støleætta lograron ser el centro de la política nacional noruega.
Otro de los caudillos más carismáticos del clan fue Orm Eilivsson, «jarl de Noruega» durante el reinado de Harald Hardrada.